# Aralszk–7
Az Aralszk–7 volt egykor a Szovjetunió egyik legfontosabb biológiai fegyvergyára és tesztterülete. Akkor még a telep a világtól elszigetelten, az Aral-tó Vozrozsdenyije nevű szigetén létezhetett. A tó egyre gyorsuló kiszáradása okán a sziget ma már csak félszigetként létezik, a terület külvilágtól való elszigeteltsége megszűnt.
Napjainkban az egykori Aralszk–7 maradványai a tó Osztrov Vozrozsdenyija (Остров Возрождения) nevű egykorvolt szigetén találhatók. Újjászületés a sziget nevének jelentése. A közeli falvakban lakók csak félelemmel emlegetik a helyet, és a halva született névvel illetik.

## Az Aralszk–7 története
A rendkívül eldugott helyszínválasztás nem volt véletlen, ugyanis ez volt az egyik legfontosabb biológiai fegyvergyár és tesztterület a szovjet időkben. Itt tesztelték a háború esetén bevethető borzalmas vírusaikat és baktériumaikat az antrax-tól (lépfene) a tífuszon, tularémián, brucellózison és kifejlesztett himlőfajtákon keresztül a pestisig.
Az üzemet 1954-ben alapították a hozzá tartozó várossal, Kantubekkel együtt, ahol az ott dolgozókat és családjaikat szállásolták el, mintegy 1500 embert. A szigeten fénykorában, a hatvanas években még diszkó és mozi is volt a repülőtér és a kikötő mellett.
A város természetesen szigorúan titkos volt, egyetlen térképen sem szerepelt. A sziget léte 1960-ban a CIA tudomására jutott, de nem tulajdonítottak neki komolyabb jelentőséget.
Az ott dolgozók elmondása szerint hatalmas erjesztőkádakban nevelték az antraxtörzseket és egyéb kórokozókat, melyeket genetikailag úgy módosítottak, hogy azok ellenállók legyenek az ismert oltásokkal és gyógyszerekkel szemben. 
A helyszín – az Aral-tó által körbeölelt sziget – lehetővé tette a szabadtéri teszteket is, melyeknek következtében gyakoriak voltak a balesetek. 1971-ben például elszabadult egy himlőjárvány, ami mintegy 10 embert fertőzött meg, és hárman (egy nő és két gyerek) bele is haltak a vélhetően génmódosított vírusfertőzésbe. 1988-ban mintegy 50 000 szajga (tatárantilop) hullott el néhány óra alatt a teleptől nem messze fekvő sztyeppén.

## Az Aralszk–7 napjainkban
Az egykori sziget ma már minden további adminisztratív nehézség nélkül látogatható, ugyanis a telepet 1991-ben hivatalosan bezárták.
A személyzetet és a fontosabb berendezéseket néhány hét alatt evakuálták, minden mást egyszerűen és őrizetlenül hátrahagytak. A kitelepítést kapkodva és sok hibát ejtve hajtották végre: 1988-ban több száz tonna lépfenespórát – ez több millió ember kiirtására elegendő mennyiség – egyszerű acéltartályokban az Ural-beli Szvedlovszkba szállították, és ott közvetlenül a talajfelszín alá temették el.
Ott később egy technikus hibájából több mint 66 ember halt meg egy váratlanul felbukkanó fertőzésben, vélhetően lépfenében. Több nemzetközi expedíciót is indítottak az egykori szigetre azóta, hogy feltárják a veszélyeket, és mindegyik riasztó jelentésekkel tért vissza.
A legfőbb probléma, hogy az Aral-tó fogyásával párhuzamosan a parttól széles vízfelülettel elválasztott szigetből egy földnyelv alakult ki, ami már nem tudja megakadályozni az esetleges járványok terjedését. Egy 1995-ben megkezdett amerikai tudományos projekt keretein belül 11, addig feltáratlan dögtemetőt próbáltak dekontaminálni, és ebből hat helyszínen máig fertőzni képes lépfenespórákat tártak fel.
Az alap lépfene (antrax) ritkán fertőz meg embert, leginkább a kérődzők között (szarvasmarha, kecske, juh, teve, antilop) terjed. Emberre akkor terjed át, ha az a fertőzött szövetekkel vagy a lépfene spóráival érintkezésbe kerül. Az alapbaktérium emberről emberre nem terjed.
Ezzel szemben 1935-ben Oxfordshire-ban egy fertőző marhából izolálták először az úgynevezett Vollum-törzset, mely már alkalmas volt biológiai fegyvernek. Ezen kívül ismert még a virulens Ames-törzs, melyet az öt halálos áldozatot követelő 2001-es amerikai lépfenetámadásoknál használtak.
A betegség az emberen megfázás vagy influenzaszerű tünetekkel jelentkezik, melyet néhány napon belül általában halálos légzésleállás követ. A lépfene halálozási rátája 92%, korai felismeréssel ez az arány 45%-ra csökkenhet. 
A baktérium spórái a szélsőséges időjárási viszonyokkal szemben ellenállóak, és akár évtizedekig is fertőzőképesek maradnak.